# Jhonatan Amores
Jhonatan Javier Amores Carua (* 29. August 1998) ist ein ecuadorianischer Geher.

## Sportliche Laufbahn
Jhonatan Amores bestritt im Jahr 2013 seine ersten internationalen Wettkämpfe im Gehen. 2014 belegte er im U18-Wettkampf im Rahmen der Südamerikameisterschaften im Gehen den fünften Platz. 2015 gewann er die Silbermedaille bei den Ecuadorianischen U20-Meisterschaften über 10 km. Im Sommer trat er in Cali bei den U18-Weltmeisterschaften an. Über 10.000 Meter stellte er in 45:57,39 min eine neue Bestzeit auf und belegte damit den 13. Platz. 2016 gewann Amores im April die Silbermedaille bei den Südamerikameisterschaften im Gehen. Später im Sommer reiste er zu den U20-Weltmeisterschaften nach Polen. Mit persönlicher Bestzeit von 40:43,33 min über 10.000 Meter konnte er die Silbermedaille gewinnen. 2017 gewann Amores im Juni die Goldmedaille bei den U20-Südamerikameisterschaften und zudem einen Monat später die Bronzemedaille bei den U20-Panamerikameisterschaften. 2018 bestritt er seine ersten Wettkämpfe über die 20-km-Distanz. Im Laufe der Saison gewann er jeweils bei den nationalen und bei den südamerikanischen U23-Meisterschaften die Silbermedaille. Zum Abschluss der Saison stellte er in den USA in 1:26:19 h seine vorläufige 20-km-Bestzeit auf. 2019 wurde Amores mit persönlicher 20-km-Bestzeit von 1:24:00 h Ecuadorianischer Vizemeister. Fortan fokussierte er sich vordergründig auf längere Wettkampfdistanzen. 2021 nahm er zum ersten Mal an den Südamerikameisterschaften als Erwachsener teil. Dort trat er wieder über 20 km an und konnte nach 1:24:50 h als Drittplatzierter die Bronzemedaille gewinnen. Anfang des Monats absolvierte er erstmals einen kompletten Wettkampf über 50 km und schafften in 4:04:53 h die Qualifikation für die Olympischen Sommerspiele Anfang August in Tokio. Dort blieb er mit 4:05:47 h knapp hinter seiner Bestzeit zurück und erreichte bei seinem Olympiadebüt den 27. Platz. 2022 trat er zum ersten Mal bei den Weltmeisterschaften an. Über die erstmals bei einer WM zu absolvierende 35-km-Distanz erreichte er das Ziel jedoch nicht. 2023 gewann er, nach Bronze 2021, die Silbermedaille über 20 km bei den Südamerikameisterschaften.

## Wichtige Wettbewerbe
| Jahr                | Veranstaltung                 | Ort                 | Platz               | Disziplin           | Zeit                |
| Startet für Ecuador | Startet für Ecuador           | Startet für Ecuador | Startet für Ecuador | Startet für Ecuador | Startet für Ecuador |
| ------------------- | ----------------------------- | ------------------- | ------------------- | ------------------- | ------------------- |
| 2015                | U18-Weltmeisterschaften       | Cali                | 13.                 | 10.000 m Bahngehen  | 45:57,39 min        |
| 2016                | U20-Weltmeisterschaften       | Bydgoszcz           | 2.                  | 10.000 m Bahngehen  | 40:43,33 min        |
| 2017                | U20-Südamerikameisterschaften | Leonora             | 1.                  | 10.000 m Bahngehen  | 45:34,90 min        |
| 2017                | U20-Panamerikameisterschaften | Trujillo            | 3.                  | 10.000 m Bahngehen  | 42:03,53 min        |
| 2018                | U23-Südamerikameisterschaften | Cuenca              | 2.                  | 20 km Gehen         | 1:25:12 h           |
| 2021                | Südamerikameisterschaften     | Guayaquil           | 3.                  | 20 km Gehen         | 1:24:50 h           |
| 2021                | Olympische Sommerspiele       | Tokio               | 27.                 | 50 km Gehen         | 4:05:47 h           |
| 2023                | Südamerikameisterschaften     | São Paulo           | 2.                  | 20 km Gehen         | 1:21:42 h           |

## Persönliche Bestleistungen
- 10.000-m-Bahngehen: 40:43,33 min, 23. Juli 2016, Bydgoszcz
- 10-km-Gehen: 40:22 min, 15. April 2017, Sucúa
- 20-km-Gehen: 1:22:18 h, 3. Juni 2023, A Coruña
- 35-km-Gehen: 2:34:14 h, 25. März 2023, Dudince
- 50-km-Gehen: 4:04:53 h, 7. Mai 2021, Guayaquil